# Donagh Gordon
Donagh Gordon es un actor de cine y televisión irlandés establecido en México, conocido por aparecer en proyectos como Colombiana (2011), César Chávez (2014), Mentada de padre (2019), Las píldoras de mi novio (2020), Bardo, falsa crónica de unas cuantas verdades (2022) y Saw X (2023).

## Biografía
Nacido en Dublín, Irlanda, trabajó en Londres y París en el sector bancario durante varios años. Llegó a México buscando un cambio de vida y dejó atrás las oficinas de la ciudad por los estudios de cine y televisión.

## Carrera
Ha trabajado en películas como Colombiana (2011), César Chávez (2014), Mentada de padre (2019), Las píldoras de mi novio (2020) y Bardo, falsa crónica de unas cuantas verdades (2022). También ha aparecido en series de televisión como ¿¿El Señor de los cielos (2013), Enemigo íntimo (2018), Los miserables (2014), Señora Acero (2014), La piloto (2017), Ana (2020) y Donde hubo fuego (2022). Aparecerá como el Dr. Finn Pederson en la cinta Saw X (2023).